# Pyrostria alluaudii
Pyrostria alluaudii är en måreväxtart som beskrevs av Jean Arènes och Alberto Judice Leote Cavaco. Pyrostria alluaudii ingår i släktet Pyrostria och familjen måreväxter.
Artens utbredningsområde är Madagaskar. Inga underarter finns listade i Catalogue of Life.